# Variometer
Et variometer er et måleinstrument, som i fly anvendes til at vise den lodrette (vertikale) hastighed. Måleenheden kan være fod pr. minut (ft/min), knob (sømil pr. time) eller meter pr. sekund (m/s) afhængig af flytype og land.
I sin enkleste form består et variometer i en flaske forbundet med atmosfæren gennem et smalt rør. Når flyet bevæger sig opad eller nedad i atmosfæren, vil trykket falde eller stige. Trykket i flasken vil forsøge at være mage til det udenfor, ved at luft strømmer gennem slangen. Luftgennemstrømningen i slangen er således et mål for stignings- eller faldtakten. Variometeret måler strømningens retning og styrke. Dette enkle variomenter, som kaldes "ukompenseret", benyttes i de fleste motorfly. Flyvemaskiner uden motor er ret afhængige af at kende stig- eller synkraten og benytter mere avancerede instrumenter.
Mennesker er i modsætning til fugle ikke i stand til direkte at opfatte stig- eller synkrater. Førend opfindelsen af variometre havde svævepiloter store problemer med at udnytte stigende luftstrømme (termik). Selv om de let kunne sanse ændringer i stigraten (gennem sædet), var der ingen måde, på hvilken de umiddelbart kunne vide, om de befandt sig i stig eller synk, henholdsvis kraftigt stig eller svagt stig. Man kunne kun gætte på den faktiske stigrate, med mindre man befandt sig i nærheden af en synlig reference. En nær synlig reference findes kun, når man er nær jorden eller en bakke- eller bjergside – hvis bortses fra skræntflyvning en ret ugunstig situation. De gunstigste stigende luftstrømme – termik og bølger – findes i større højder, og det er næsten umuligt for piloter at udnytte dem uden variometer. Max Kronfelds opfindelse af variometeret bragte svæveflyvningen ind i en ny æra.
Med svæveflyvningens udvikling blev de ukompenserede variometre utilstrækkelige. Hvad en pilot reelt har brug for at vide er, om luften omkring flyet stiger eller synker, ikke om flyet gør det. Når piloten dykker eller trækker flyet op, viser de ukompenserede variometer trofast flyets højdeændring. Dette indebærer, at et ukompenseret variometer kun kan vise luftens lodrette bevægelse, når flyet glider stabilt. Når flyet dykkes eller trækker op, bliver instrumentets visning meningsløs.
Når et fly trækkes op eller dykker, påvirker det farten – højde og fart er ombyttelige. I energisammenhæng siger man, at kinetisk energi kan ombyttes med potentiel energi og modsat. En svævepilot er langt mere interesseret i væksten i potientiel energi som følge af luftstrømme ende den potentielle energi, som følger af fartændringer. Det er ændringen i flyets samlede energi – kinetisk og potentiel – som interesserer piloten.
Moderne svævefly er udstyret med såkaldte total-energi- eller kompenserede variometre, som fra trykændringen trækker ændringen i kinetisk energi. Dette gøres ved at tilslutte et venturirør, som danner et fartafhængigt undertryk – jo større fart, jo større undertryk. Undertrykket fra venturirøret forbindes til flasken, således at rumfanget her reduceres ved højere fart. Trækker piloten flyet op, vil farten falde; venturirørets undertryk falder også, rumfanget ved flasken stiger, hvilket fører til, at luft suges ind gennem instrumentet. Optrækningen vil dog samtidigt medføre, at højden stiger, det statiske tryk falder, hvilket fører til, at luft suges ud gennem instrumentet. De to effekter kalibreres så til at udligne hinanden. Venturirøret skal for at virke ordentligt sidde i en uforstyrret luftstrøm; i praksis ses røret ofte stikke frem fra sideroret.
I motorfly anvendes som oftest ukompenserede variometre; urutinerede piloter kan komme til at jagte nålen for at holde en fast stigrate. Dette fører ofte til, at flyet går op og ned – en slags pilot-induced oscillation (PIO). Erfarne piloter venter med at benytte instrumentet, til flyvningen er stabiliseret på anden vis.
I moderne svævefly vil variometeret som regel være forbundet med en højttaler, som ved toneleje og rytme fortæller instrumentets visning. Dette giver piloten mulighed for at holde bedre udkig og forbedrer dermed både sikkerheden og giver mulighed for at kigge efter tegn på lovende termik.